# Милхајм (Баден)
Милхајм (њем. Müllheim) град је у њемачкој савезној држави Баден-Виртемберг. Једно је од 50 општинских средишта округа Брајсгау-Хохшварцвалд. Према процјени из 2010. у граду је живјело 18.223 становника. Посједује регионалну шифру (AGS) 8315074.

## Географски и демографски подаци
Милхајм се налази у савезној држави Баден-Виртемберг у округу Брајсгау-Хохшварцвалд. Град се налази на надморској висини од 267 метара. Површина општине износи 57,9 km². У самом граду је, према процјени из 2010. године, живјело 18.223 становника. Просјечна густина становништва износи 315 становника/km².

## Међународна сарадња
| Мјесто        | Држава     | Врста сарадње | Од    |
| ------------- | ---------- | ------------- | ----- |
| Вале ди Ледро | Италија    | партнерство   | 1991. |
|               | Француска  | партнерство   | 1985. |
| Веве          | Швајцарска | контакт       | 1995. |
| Извор         |            |               |       |